# Semaine de la prévention des incendies
La Semaine de la prévention des incendies est une semaine ayant lieu à l'échelle nationale aux États-Unis et au Canada du dimanche au samedi contenant le 9 octobre.
Aux États-Unis, la première proclamation présidentielle de la semaine est faite en 1925 par Calvin Coolidge. Depuis lors, l'organisation mère de la Fire Marshals Association of North America à l'origine de la semaine et la National Fire Protection Association (NFPA), continue d'en être le sponsor international.
Au Canada, la semaine est proclamée chaque année par le gouverneur général. Le samedi de fin de semaine est par ailleurs proclamée « Journée de reconnaissance des services d'incendie » pour exprimer la reconnaissance pour les nombreux services publics rendus par les services d'incendie canadiens. En Australie, la Semaine de prévention des incendies se déroule généralement du 28 avril au 5 mai.

## Histoire
La Semaine de prévention des incendies commémore le Grand incendie de Chicago. À l'occasion du 40e anniversaire (1911) du Grand incendie, la Fire Marshals Association of North America (FMANA), la plus ancienne section de membres de la National Fire Protection Association (NFPA), parraine la première Journée nationale de prévention des incendies, décidant de commémorer cet anniversaire afin de tenir le public informé de l'importance de la prévention des incendies. En mai 1919, lorsque la NFPA tient sa 23e réunion annuelle à Ottawa à l'invitation de la Dominion Fire Prevention Association (DFPA), la NFPA et la DFPA adoptent toutes deux des résolutions exhortant les gouvernements des États-Unis et du Canada à soutenir la campagne pour une Journée commune de prévention des incendies. Cette commémoration est prolongée en Semaine de prévention des incendies en 1922. L'association à but non lucratif NFPA, qui parraine officiellement la Semaine de prévention des incendies depuis sa création, sélectionne le thème annuel.
Aux États-Unis, la première proclamation de la Journée nationale de prévention des incendies est lancée par le président Woodrow Wilson en 1920. Lorsque le président Calvin Coolidge proclame la première Semaine nationale de prévention des incendies du 4 au 10 octobre 1925, il remarque que l'année précédente, quelque 15 000 personnes étaient mortes à cause d'incendies aux États-Unis. Qualifiant cette perte de « surprenante », Coolidge déclare dans sa proclamation : « Ce gaspillage résulte de conditions qui justifient un sentiment de honte et d'horreur ; car la plus grande partie de ce gaspillage pourrait et devrait être évitée... Il est hautement souhaitable que tous les efforts soient faits pour réformer les conditions qui ont rendu possible une destruction aussi vaste de la richesse nationale »,.
Au Canada, le gouverneur général émet la première proclamation de la Journée nationale de prévention des incendies en 1919. La première proclamation provinciale connue de la Journée de prévention des incendies est faite par le lieutenant-gouverneur en conseil de l'Ontario en 1916. La Semaine de prévention des incendies est proclamée pour la première fois par le gouverneur général en 1923. La Journée de reconnaissance des services d'incendie a été intégrée pour la première fois à la proclamation de la Semaine de prévention des incendies par le gouverneur général en 1977.
Le 12 octobre 1957, la série télévisée pour enfants de la NBC, Fury, avec Peter Graves et Bobby Diamond, diffuse l'épisode « Semaine de prévention des incendies » pour familiariser les jeunes avec les dangers des incendies de forêt.
Les dates et autres informations relatives à la Semaine nationale de prévention des incendies sont répertoriées chaque année sur le site Web de la National Fire Protection Association, y compris le thème annuel.
| Année | Thème en anglais                                                         |
| ----- | ------------------------------------------------------------------------ |
| 1925  | Build Fire-Safe                                                          |
| 1927  | Why This Mad Sacrifice to Fire?                                          |
| 1928  | FIRE...Do Your Part – Stop This Waste!                                   |
| 1929  | FIRE - The Nation's Greatest Menace! Do Your Part to Stop this Waste!    |
| 1930  | Fight Fire Waste with Fire Prevention. Do Your Part                      |
| 1931  | Do Your Part to Prevent Fire                                             |
| 1932  | Your Life. Your Property                                                 |
| 1933  | Your Life. Your Property                                                 |
| 1934  | Now War on Fire                                                          |
| 1935  | What Would Fire Mean to You?                                             |
| 1936  | Stop It                                                                  |
| 1937  | Help Prevention Fires                                                    |
| 1938  | Is This Your Tomorrow?                                                   |
| 1939  | Was Somebody Careless?                                                   |
| 1940  | Keep Fire In Its Place                                                   |
| 1941  | Defend Against Fire                                                      |
| 1942  | Today Every Fire Helps Hitler                                            |
| 1943  | Fire Fight for Axis! (to emphasize home fire prevention)                 |
|       | Feed Firefighters Not Fires (farm and rural campaign)                    |
|       | The War's Over for this Plant (industrial use)                           |
|       | Was Somebody Careless (general purpose)                                  |
| 1944  | To Speed Victory - Prevent Fires (general purpose)                       |
|       | Feed Firefighters Not Fires (farm and rural campaign)                    |
|       | To Speed Victory, Defeat Fire (town plaster)                             |
| 1945  | We Burned the Enemy - Now Save Yourself from Fire                        |
| 1946  | FIRE is the Silent Partner of Inflation                                  |
| 1947  | YOU caused 1,700,000 Fires last Year!                                    |
| 1948  | Help Yourself to Fire Prevention!                                        |
| 1949  | Flameproof Your Future!                                                  |
| 1950  | Don't Let Fire Lick You                                                  |
| 1951  | Defend America From Fire                                                 |
| 1952  | Be Free from Fear of Fire                                                |
| 1953  | Fire Feeds on Careless Deeds                                             |
| 1954  | Let's Grow Up - Not Burn Up                                              |
| 1955  | Don't Give Fire a Place to Start                                         |
| 1956  | Don't Give Fire a Place to Start                                         |
| 1957  | Make Sure of Their Tomorrows - Don't Give Fire a Place to Start          |
| 1958  | Don't Give Fire a Place to Start                                         |
| 1959  | Fire Prevention is Your Job...Too                                        |
| 1960  | Don't Give Fire a Place to Start                                         |
| 1961  | Don't Give Fire a Place to Start                                         |
| 1962  | Fire Prevention is Your Job...Too                                        |
| 1963  | Don't Give Fire a Place to Start                                         |
| 1964  | Fire Prevention is Your Job...Too                                        |
| 1965  | Don't Give Fire a Place to Start                                         |
| 1966  | Fight Fire                                                               |
| 1967  | Fire Hurts                                                               |
| 1968  | Fire Hurts                                                               |
| 1969  | Fire Hurts                                                               |
| 1970  | Fire Hurts                                                               |
| 1971  | Fire Hurts                                                               |
| 1972  | Fire Hurts                                                               |
| 1973  | Help Stop Fire                                                           |
| 1974  | Things That Burn                                                         |
| 1975  | Learn Not to Burn                                                        |
| 1976  | Learn Not to Burn                                                        |
| 1977  | Where There's Smoke, There Should Be a Smoke Alarm                       |
| 1978  | You Are Not Alone!                                                       |
| 1979  | Partners in Fire Prevention                                              |
| 1980  | Partners in Fire Prevention                                              |
| 1981  | EDITH (Exit Drills In The Home)                                          |
| 1982  | Learn Not To Burn - Wherever You Are                                     |
| 1983  | Learn Not To Burn All Through the Year                                   |
| 1984  | Join the Fire Prevention Team                                            |
| 1985  | Fire Drills Save Lives at Home at School at Work                         |
| 1986  | Learn Not to Burn It Really Works!                                       |
| 1987  | Play it Safe...Plan Your Escape                                          |
| 1988  | A Sound You Can Live With—Test Your Smoke Detector!                      |
| 1989  | Big Fires Start Small: Keep matches and lighters in the right hands      |
| 1990  | Make Your Place Firesafe: Hunt for Home Hazards                          |
| 1991  | Fire Won't Wait - Plan Your Escape!                                      |
| 1992  | Test Your Detector - It's Sound Advice!                                  |
| 1993  | Get Out, Stay Out: Your Fire Safe Response                               |
| 1994  | Test Your Detectors for Life                                             |
| 1995  | Watch What You Heat: Prevent Home Fires!                                 |
| 1996  | Let's Hear It For Safety: Test Your Detectors!                           |
| 1997  | Know When to Go: React Fast to Fire                                      |
| 1998  | Fire Drills: The Great Escape                                            |
| 1999  | Fire Drills: The Great Escape                                            |
| 2000  | Fire Drills: The Great Escape                                            |
| 2001  | Cover the Bases and Strike Out Fire                                      |
| 2002  | Team Up for Fire Safety                                                  |
| 2003  | When Fire Strikes: Get Out, Stay Out!                                    |
| 2004  | It's Fire Prevention Week! Test Your Smoke Alarms                        |
| 2005  | Use Candles with Care                                                    |
| 2006  | Prevent Cooking Fires. Watch What You Heat                               |
| 2007  | Practice Your Escape Plan                                                |
| 2008  | Prevent Home Fires                                                       |
| 2009  | Stay Fire Safe. Don't Get Burned                                         |
| 2010  | Smoke Alarms: A Sound You Can Live With                                  |
| 2011  | Protect Your Family From Fire                                            |
| 2012  | Have 2 Ways Out                                                          |
| 2013  | Prevent Kitchen Fires                                                    |
| 2014  | Working Smoke Alarms Save Lives. Test Yours Every Month                  |
| 2015  | Hear the Beep Where You Sleep. Every Bedroom Needs a Working Smoke Alarm |
| 2016  | Don't Wait. Check the Date. Replace Smoke Alarms Every 10 Years          |
| 2017  | Every Second Counts. Plan Two Ways Out                                   |
| 2018  | Look. Listen. Learn. Fire Can Happen Anywhere                            |
| 2019  | Not Every Hero Wears a Cape: Plan and Practice Your Escape               |
| 2020  | Serve Up Fire Safety in the Kitchen                                      |
| 2021  | Learn the Sounds of Fire Safety                                          |
| 2022  | Fire Won't Wait, Plan Your Escape                                        |
| 2023  | Cooking Safety Starts with YOU. Pay Attention to Fire Prevention.        |
| 2024  | Smoke alarms: Make them WORK for you!                                    |

## Incendies relatifs
- Grand incendie de Chicago de 1871
- Incendie de Peshtigo